# Leucauge eua
Leucauge eua là một loài nhện trong họ Tetragnathidae.
Loài này thuộc chi Leucauge. Leucauge eua được Embrik Strand miêu tả năm 1911.